# Liste des rois de Saba et Himyar
La liste des rois de Saba et Himyar regroupe les différents souverains connus s'étant succédé sur le trône du royaume de Saba puis de Himyar.

## Liste des rois

### Dynastie de Shurihbi'īl Yakkuf (v. 465-v. 495)
| Rang                        | Nom                | Début du règne | Fin du règne | Religion | Notes                                                        |
| --------------------------- | ------------------ | -------------- | ------------ | -------- | ------------------------------------------------------------ |
| 26                          | Shurihbi'īl Yakkuf | v. 465         | v. 485       | Juif     | Co-régent avec ses fils Lahay'at Yanuf et Ma'dikarib Yun'im. |
| 27                          | Marthad'ilàn Yunim | v. 485         | v. 495       | Juif     | Petit-fils du précédent, fils de Lahay'at Yanuf.             |
| Interrègne (v. 495-v. 500). |                    |                |              |          |                                                              |

### Domination aksoumite (v. 500-v. 525/530)
| Rang                        | Nom                 | Début du règne | Fin du règne | Religion          | Notes |
| --------------------------- | ------------------- | -------------- | ------------ | ----------------- | --- |
| 28                          | Marthad'ilân Yanûf  | v. 500         | v. 515       | Christianisme (?) | Connu par des inscriptions. |
| Interrègne (v. 515-v. 519). |                     |                |              |                   | |
| 29                          | Ma'dikarib Ya'fur   | v. 519         | v. 522       | Christianisme     | Connu par des inscriptions. |
| 30                          | Yûsuf As'ar Yath'ar | v. 522         | v. 525/530   | Judaïsme          | Connu par des inscriptions, la tradition islamique l'appelle Joseph Dounouas (Yûsuf Dhu Nuwas). Fils possible du précédent et d'une juive de Nisibe, il change sa titulature en « roi de toutes les tribus ». Se convertit au judaïsme sur l'influence de sa mère, se rebelle contre la domination aksoumite et persécute les chrétiens. À la suite du martyre des chrétiens de Najran, il est défait par une intervention du roi aksoumite Elesbaan entre 525 et 530. |

### Vice-royauté aksoumite (v. 531-v. 535)
| Rang | Nom            | Début du règne | Fin du règne | Religion | Notes |
| ---- | -------------- | -------------- | ------------ | -------- | --- |
| 31   | Sumayfa‘ Ashwa | v. 531         | v. 535       | Chrétien | Connu par des inscriptions. Membre de la tribu de Dhu Yazân, grand-père de Sharahil Takbul Dhu Yazân, un officier de Joseph Dounouas. Chrétien himyarite placé sur le trône par Elesbaan et renversé par le général aksoumite Abraha. |

### Dynastie d'Abraha (v. 535-v. 570)
| Rang | Nom    | Début du règne | Fin du règne | Religion | Notes |
| ---- | ------ | -------------- | ------------ | -------- | --- |
| 32   | Abraha | v. 535         | v. 565       | Chrétien | Premier roi chrétien de Himyar indépendant. Connu par des inscriptions. Général chrétien aksoumite, il usurpe la place de Sumayfa‘ Ashwa et se rebelle contre Elesbaan. Abraha conclut une paix avec le fils de ce dernier et devient roi de Himyar sans tutelle aksoumite. |
| 33   | Yaksum | v. 565         | v. 568       | Chrétien | Fils d'Abraha et de Raihäna. Uniquement connu par la tradition musulmane. |
| 34   | Masruq | v. 568         | v. 570       | Chrétien | Fils d'Abraha et de Raihäna. Uniquement connu par la tradition musulmane. Il fait face à plusieurs révoltes et meurt durant la bataille de Hadhramaut contre la Perse sassanide.                                                                                            |

### Souverains légendaires
Selon les sources islamiques, Dhu Shanatir est un usurpateur au trône de Himyar, prédécesseur de Dhu Nuwas.